# CD Tacón
Club Deportivo TACON war ein spanischer Frauenfußballverein aus Madrid. Der Klub wurde am 1. Juli 2020 von Real Madrid übernommen und bildete fortan deren Frauenfußballsektion.

## Name
Der Name TACON ist ein Akronym, das sich aus den spanischen Worten Trabajo (Arbeit), Atrevimiento (Wagnis, Wagemut), Conocimiento (Wissen), Organización (Organisation) und Notoriedad (Bekanntheit, Popularität) zusammensetzt. Zugleich bedeutet Tacón auf Spanisch auch Absatz sowie im Fußballjargon Hackentrick.

## Geschichte

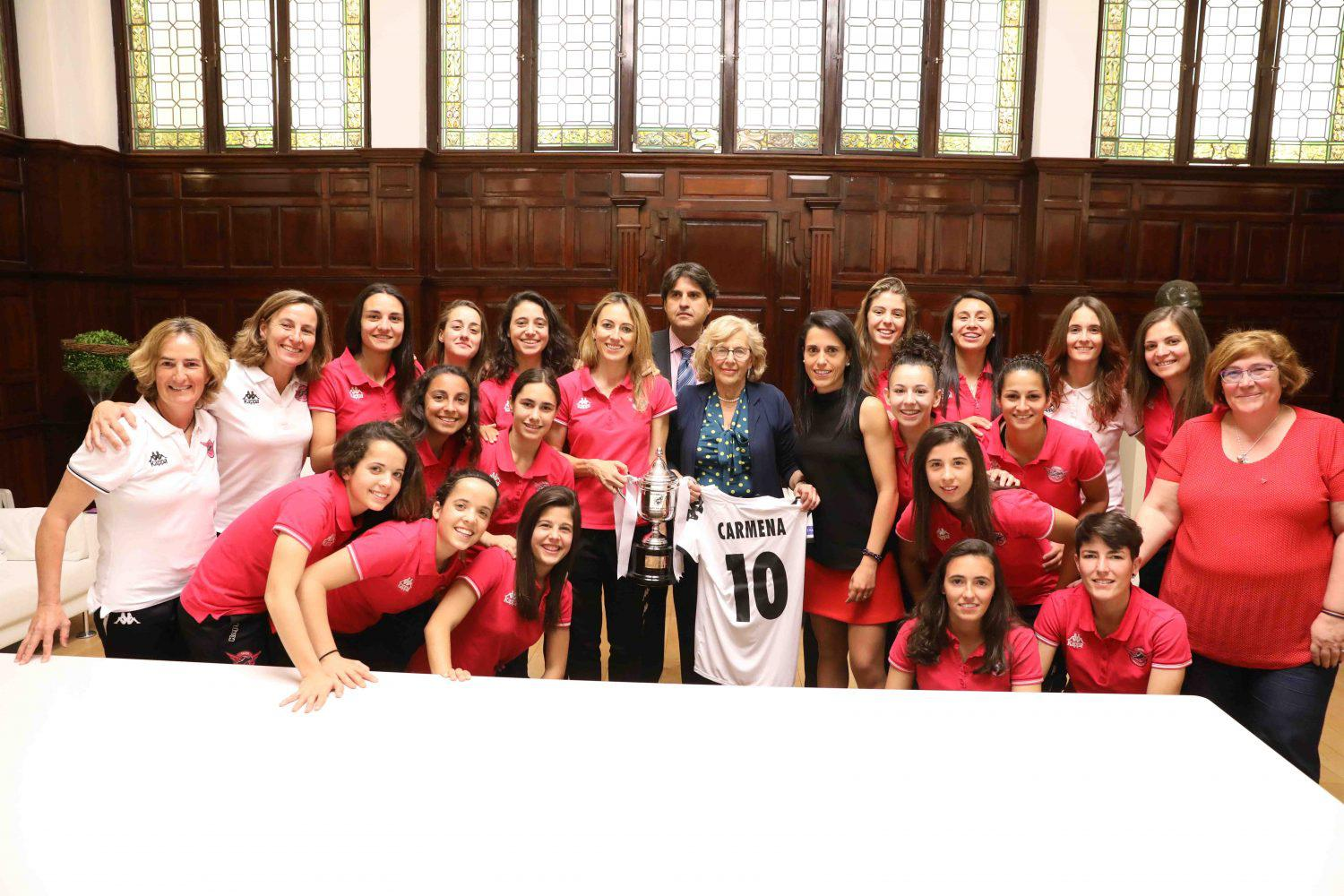
Mannschaft und Betreuerstab von CD Tacón bei einem Empfang der Bürgermeisterin Manuela Carmena im Madrider Rathaus am 18. Mai 2018.

Am 12. September 2014 wurde in Madrid der Frauenfußballverein Club Deportivo TACON gegründet. Präsidentin und Gründerin des Vereins war die ehemalige spanische Fußballspielerin Ana Rossell Granados. Als Vereinsmitglied von Real Madrid hatte sie sich zuvor jahrelang erfolglos für die Gründung einer Frauenfußballabteilung in ihrem Verein eingesetzt. CD TACON betrieb zunächst nur Nachwuchsmannschaften, ehe der Club im Sommer 2016 die Frauenmannschaften des Vereins CD Canillas übernahm und fortan mit der A-Mannschaft in der Zweiten Division antrat. Mit Laura del Río und Mery Ruiz wurden auch zwei bekannte Spielerinnen als Verstärkung verpflichtet. In der Saison 2016/17 verpasste die erste Mannschaft als Zweitplatzierte der Gruppe 5 knapp die Qualifikation für das Aufstiegsplayoff in die Primera División und 2017/18 scheiterte man erst im Endspiel des Play-offs an EDF Logroño. In der Saison 2018/19 glückte schließlich der ersehnte Aufstieg in die Erste Liga. Die Mannschaft setzte sich in der Gruppe 5 durch und gewann im Aufstiegsplayoff gegen Saragossa CFF und Santa Teresa CD.
CD TACON pflegte, sowohl über die Präsidentin Ana Rossell, als auch über den Vizepräsidenten und Spielerberater René Ramos, dem Bruder von Sergio Ramos, gute Beziehungen zu Real Madrid, und so wurde bereits seit Jahren mit einer Übernahme des Klubs durch Real Madrid spekuliert. Nach dem Aufstieg von CD TACON in die erste Liga, verkündete der spanische Spitzenklub schließlich die Inkorporierung von CD TACON mit dem 1. Juli 2020. In der Saison 2019/20 trainierte CD TACON und bestritt seine Heimspiele bereits im Zuge eines Kollaborationsabkommens in der Ciudad Real Madrid. Darüber hinaus wurden in jener Saison mehrere namhafte Spielerinnen verpflichtet, darunter die Schwedinnen Kosovare Asllani und Sofia Jakobsson, die Britin Chioma Ubogagu, die Brasilianerinnen Thaisa und Daiane oder die Deutsche Babett Peter. Nach einem schwachen Saisonstart, in den ersten acht Begegnungen der Primera División erreichte die Mannschaft nur einen Sieg und zwei Unentschieden, konnte sich CD TACON steigern und beendete die aufgrund der COVID-19-Pandemie verkürzte Saison 2019/20 auf dem zehnten Platz. In der Copa de la Reina gewann das Team im Achtelfinale mit 1:0 gegen Rayo Vallecano, unterlag jedoch im Viertelfinale gegen Athletic Bilbao.
Am 1. Juli 2020 wurde CD TACON von Real Madrid übernommen. Die erste Mannschaft, das B-Team sowie die Nachwuchsmannschaften der Altersklassen Juvenil (U-19) und Cadete (U-16) wurden fortan Teil der „Königlichen“, die restlichen Juniorenteams gingen im neugegründeten Klub CD Fénix FC auf.

## Rivalitäten
Eine sportliche Rivalität bestand vor allem mit Madrid CFF. Dies lag daran, dass beide Klubs von Vereinsmitgliedern Real Madrids gegründet wurden und in Anlehnung an die Königlichen auch in der traditionellen weißen Trikotfarbe aufliefen. Darüber hinaus wurde lange von Seiten der Medien mit der Übernahme einer der beiden Vereine durch Real Madrid spekuliert. Dies geschah schließlich im Juni 2019, als letztere die Inkorporation von CD Tacón verkündeten.
Weitere Rivalitäten bestanden, aufgrund der Nähe zu Real Madrid, auch mit dem FC Barcelona sowie Atlético Madrid.

## Platzierungen
| Saison  | Liga                        | Platz | Copa de la Reina |
| ------- | --------------------------- | ----- | ---------------- |
| 2016/17 | Segunda División (Gruppe 5) | 2     | –                |
| 2017/18 | Segunda División (Gruppe 5) | 1     | –                |
| 2018/19 | Segunda División (Gruppe 5) | 1     | –                |
| 2019/20 | Primera División            | 10    | Viertelfinale    |

## Trainerhistorie
| Zeitraum  | Trainer       |
| --------- | ------------- |
| 2016–2018 | Marta Tejedor |
| 2018–2020 | David Aznar   |

## Bekannte ehemalige Spielerinnen
- Kosovare Asllani
- Yamila Badell
- Ruth Bravo
- Cristín Granados
- Daiane Limeira
- Sofia Jakobsson
- Aurélie Kaci
- Jessica Martínez
- Osinachi Ohale
- Babett Peter
- Laura del Río García
- Lixy Rodríguez
- Lucía Rodríguez
- María Ruiz Román
- Camila Sáez
- Thaisa
- Chioma Ubogagu

## Doku-SerieUn Sueño Real
Der spanische Ableger von HBO, HBO España, strahlte ab Dezember 2020 eine vierteilige Doku-Serie mit dem Titel Un Sueño Real (spanisch für „Ein realer Traum“) aus, die CD Tacón vom gescheiterten Aufstieg in der Saison 2017/18, als die Mannschaft im Playoff-Finale EDF Logroño unterlag, bis zur Übernahme durch Real Madrid begleitet. Produziert wurde die Serie unter anderem von der spanischen Journalistin und Unternehmerin Ana Pastor García sowie dem NBA-Star Carmelo Anthony.